# Pierre Rigal
Pour les articles homonymes, voir Rigal.
Pierre Rigal, né le 6 mai 1973 à Moissac, est un chorégraphe français qui vit et travaille à Toulouse.

## Biographie
Ancien athlète de haut niveau, Pierre Rigal a suivi des études d'économie mathématique et de cinéma. Il a un diplôme DEA de cinéma de l'École nationale supérieure de l'audiovisuel (ENSAV) à Toulouse. Il découvre la danse contemporaine à 23 ans. En 2002, il intègre la compagnie de Gilles Jobin avant de fonder en 2003 sa propre compagnie nommée Dernière Minute.

## Principales chorégraphies
- 2003 : Érection, solo, mise en scène Aurélien Bory. Première au Théâtre national de Toulouse
- 2005 : Dans la peau d'un autre, solo, chorégraphie Ariry Andriamoratsiresy. Première au festival Montpellier Danse
- 2006 : Arrêts de jeu, pièce pour quatre danseurs, mise en scène Piere Rigal et Aurélien Bory. Première au Théâtre national de Toulouse
- 2008 : Press, solo. Première au Gate Theatre de Londres
- 2009 : Asphalte, pièce pour cinq danseurs. Première au théâtre Jean-Vilar de Suresnes
- 2010 : Micro[3], chorégraphie et mise en scène Pierre Rigal, première lors du festival d'Avignon
- 2012 : Standards, pièce pour huit danseurs de hip-hop, musique originale de Nihil Bordures. Première au festival Suresnes Cités Danse
- 2012 : Théâtre des opérations, pièce pour neuf danseurs. Première au LG Arts Center de Seoul (Corée)
- 2013 : Bataille, dans le cadre des « Sujets à vif » du festival d'Avignon
- 2014 : Paradis Lapsus, création jeune public pour le Théâtre national de Chaillot
- 2015 : Salut, pour seize danseurs du Ballet de l'Opéra national de Paris.
- 2015 : Mobile, solo. Première à la Maison de la culture de Bourges
- 2016 : Même, musique de Microréalité. Première au Festival Festival Montpellier Danse
- 2017 : Scandale. Première au festival Suresnes Cités Danse
- 2017 : Suites absentes, solo[1].
- 2023 : Hasard
- 2024 : R·onde·s, au Panthéon pour le Théâtre MC93 de Bobigny